# Вулиця Добровольчих батальйонів (Біла Церква)
Вулиця Добровольчих батальйонів — одна з вулиць у місті Біла Церква, розташована у районі парку Олександрія. У радянський час і до 2022 року називалася на честь керівника Білоцерківського партизанського загону «Сокіл» Крижанівського Іллі Петровича, який загинув у селі Трушки під час німецької облави на партизан. 28 липня 2022 року перейменовано на вулицю Добровольчих батальйонів.